# 山海经
《山海经》，先秦時期的古籍，作者不详，是一部載有怪奇悠謬之說、薈萃珍奇博物的神話地理志。在古代的四部分類法中，或視為山川地（史部地理類），或視為博物之書（子部小說類）。隨著西方現代知識體系的傳入，對《山海經》的認識也突破了過往的框架。文學家魯迅視之為古代的「巫書」，因其中記載上古巫師祭神厭鬼的方術儀典；神話學學者將其當作遠古的神話，寄託了華夏先民奇幻瑰麗的想像。一般认为該書涉及了古代神话、地理、动物、植物、矿物、巫术、宗教、历史、医药、民俗及民族各個方面的内容。
《山海經》記載許多民間傳說的妖怪，詭異的怪獸以及光怪陸離的傳說，長期被認為是一部志怪之書，有人認定本書所記之事，荒誕不經不可輕信，但也有人肯定其價值，用以考證奇物異俗，山川形勢。當代有些学者认为《山海经》不单是神话，而且是远古地理的探勘紀錄，其中包括一些遠古氏族譜系，祭祀神名，是一本具有歷史价值的著作。
《山海經》本有圖畫，其文字可能就是依圖畫內容而敘述出來。不過，古圖已亡佚不存，南朝張僧繇繪製、宋代舒雅重繪的10卷本242幅《山海經圖》也沒有流傳下來。現今所能見到的最早山海經圖本，來自於明朝的胡文煥本、蔣應鎬本這兩種。
山海經現行本共18篇，3萬餘字，是晉朝郭璞所注的本子，五藏山經5篇、海外經4篇、海内經4篇、大荒經4篇、海内經1篇。吳任臣、畢沅、郝懿行和吳承志等人是本書重要的註解者。

## 作者
已知最早記載山海經一詞的文獻，是在《史記》卷一百二十三〈大宛列傳〉贊：「至禹本紀、山〔海〕經所有怪物，余不敢言之也」，但司馬遷未提及作者是誰（漢書、論衡引史記此段文字時只提到「山經」）。
按劉歆〈上山海經表〉的說法，《山海經》出自唐虞之際，是大禹、伯益由治理洪水的緣故，至九州各處「命山川、類草木、別水土」，又紀「珍寶奇物異方之所生，水土草木禽獸昆蟲麟鳳之所止，禎祥之所隱，及四海之外絕域之國殊類之人」，以辨別九州土地的肥瘠，制定所要繳納的田賦，區別事物之善惡，以利器用。
然而，山海經中出現郡縣名，又有夏禹以後史事，因此歷代以來，有人懷疑其中有後人添加的文字，或完全否定為禹、益所作。《周禮》疏中有「古山海經鄒（鄒衍）書」的說法。朱熹、胡應麟等認為《山海經》成書於戰國末期，是戰國好奇之士所做。清朝學者毕沅主張其“作于禹益，述于周秦，行于汉，明于晋”。
當代学者一般认为《山海经》成书非一时，作者亦非一人，而是由不同時代、不同作者，長久累積而成的集體成果。〈五臧山經〉的材料大概可遠溯於夏代，但《山海經》之成書，时间大约是从戰國晚期到汉代之間，到西汉校书时才合编在一起，其中许多可能来自於口头传说。法國漢學家馬伯樂認為〈山經〉作者是洛邑人。據蒙文通考證，《山海經》可能是巴蜀地域所流傳、代表巴蜀文化的典籍。蕭兵推測此書可能是東方早期方士根據雲集於燕齊的各國人士編纂整理而成。多數學者則認為寫定《山海經》的是楚人，例如袁珂在《中國神話研究和山海經》一文中表示：「《山海經》是從戰國初年到漢代初年，經過多人寫成的一部古書，作者大概都是楚地的楚人」。
《山海经》由西汉刘向、刘歆父子校刊而成十八篇。晋朝郭璞曾为《山海经》作注，考證及注释者还有明朝王崇慶的《山海經釋義》、楊慎的《山海經補註》、吳任臣的《山海經廣注》、清朝吳承志的《山海經地理今釋》、毕沅的《山海经新校正》和郝懿行《山海经笺疏》等等。民國以後，則以神話學者袁珂的《山海經校注》最為出名。

## 內容

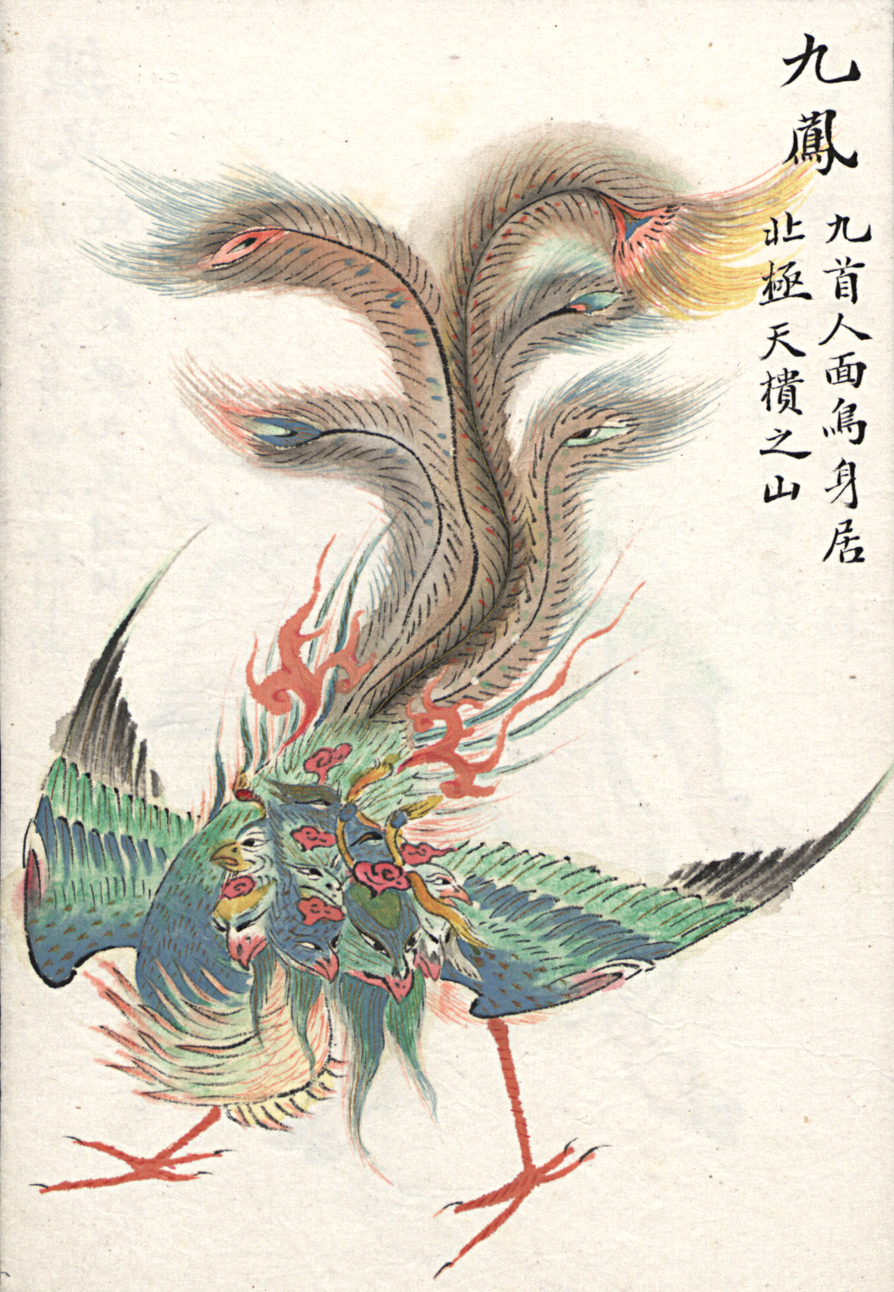
大荒之中，有山名曰北極天櫃，海水北注焉。有神，九首人面鳥身，名曰九鳳。

### 文字
《山海經》全書18篇，其中“山經”5篇，“海經”8篇，“大荒經”4篇，“海內經”一篇，约31,000字。记载了100多個邦国、550座山、300條水道以及邦国山水的地理、风土物产等資訊。《山海经》中对于动物的记载，据统计有277种之多，有虎、豹、狕、熊、罴、狼、犬、兔、猪、马、猴、猿、猩、犀、牛、彘、鹿、麂、类、豚、禺、羚、羊、象、蛇、蝼、猥、訾、驼、獭、狐、糜、麈等，還有猼訑、毕方、帝江、何罗魚、鸟和狌狌。郭璞认为狌狌就是猩猩。其中《山經》所載的大部分是歷代巫師、方士和祠官的踏勘記錄，經長期傳寫編纂，多少會有所誇飾，但仍具有較高的參考價值。在《山經》中保存大量祭祀神祇的祭禮，原本都與《周禮》所載紀錄對照研究，現在才發現可與新出土的戰國簡帛《包山楚簡》、《望山楚簡》及《新蔡楚簡》中的祭禱紀錄對比研究。
《山海经》記載了許多古代中國神话，其中最著名的包括：夸父追日、女娲补天、精卫填海、后羿射九日、黄帝大战蚩尤、共工怒触不周山从而引发大洪水、鲧偷息壤治水成功、天帝取回息壤杀死鲧以及最後大禹治水成功的故事。
该书按照地区不按时间把这些事物一一记录。所记事物大部分由南开始，然后向西，再向北，最後到达大陆（九州）中部。九州四围被东海、西海、南海、北海所包围。這種南西北東的順序與後代從東開始，東南西北的順序習慣不同，據研究與古代帝王座北朝南以及天南地北的空間觀念有關。
《漢書·藝文志》將《山海經》視為數術略形法家，「形法」為一種依照外表判斷事物好壞或命運的吉凶之術，如面相、手相、風水等等。可能是因為山海經列舉出五方山川、四海邦國的怪物、風俗，能據此趨吉避凶，所以認定作一種數術。
古代中國也把《山海经》作地理書看待，北魏地理學家酈道元引用《山海經》的經文來註釋《水經》，《隋书·经籍志》里《山海经》列史部地理类，马端临的《文献通考》将《山海经》置于《经籍考·史考》中地理书之首。在張之洞的《書目答問》中，《山海經》一書首次被列入「古史」類，與《逸周書》、《國語》、《戰國策》、《竹書紀年》、《穆天子傳》、《世本》等書併入一類。
不過，由于该书成书年代久远，所記事物難以求證，又多奇怪神異之處，故司马迁写《史记》时也认为：“至《禹本纪》，《山经》所有怪物，余不敢言之也。”。明人胡應麟見其書「無論其事及其文，與典謨、《禹貢》迥不類也」，「怪誕之詞，聖人所不道」，不相信其為地理書，而謂之為「古今語怪之祖」。清人修四庫全書，在《四庫全書總目提要》中認為「書中序述山水，多參以神怪」，「案以耳目所及，百不一真」，「核實定名，實則小說之最古耳。」將《山海經》歸為子部小說類。這裡的小說指的是民間的街談巷語、奇聞異事、筆記瑣聞、稗官野史，屬於諸子百家中的小說家。
當代學者研究《山海經》趨向多元，不僅視《山海經》為文學想像的神話，亦重視其包含有上古信史的一面。

### 山海圖
古山海经有图，郭璞作有《山海經圖贊》，把他所見到的山海經圖稱作「畏獸畫」。陶渊明所作詩文有“流观山海图”的诗句。山海經古圖已亡佚不存，六朝張僧繇繪製、宋代舒雅重繪的10卷本242幅《山海經圖》也沒有流傳下來。
明清時代的文人對於山海圖為何提出多種討論。楊慎認為“九鼎之圖”就是山海經的古圖，並認為古圖秦朝時尚隨《山海經》而見於世。畢沅在《山海經古今本篇目考》中認為《山海經》中「海外」「海內」諸經所指之圖是禹鼎图，《大荒經》以下五篇則為漢所傳圖而「微與古異」，但兩者均已失落。郝懿行引郭璞《山海經圖贊》和陶渊明“流观山海图”句，認為至少到晉代經尚有圖，但又認為二人所見已非古圖。至南朝張僧繇繪製、宋代舒雅重繪的十卷本《山海經圖》，又已不同於郭、陶所見，是山海圖的又一個版本系統，惟亦失傳。
現今所能見到的最早山海經圖本，則來自於明朝的胡文煥本、蔣應鎬本這兩種。日本江戶時代（1603年至1867年，相當於中國的明、清時代）出版的《怪奇鳥獸圖卷》當中就有多幅根據明朝《山海經》圖本而來的圖像。清代的山海經圖以吳任臣圖本最早，流傳也最廣。該書自敘其圖是源自於舒雅的重繪本，不過僅取其「詭異」者144幅圖，按靈祇、異域、獸族、羽禽、鱗介五類編排。後來畢沅、 郝懿行都以该图本为摹本。據馬昌儀的研究，吳任臣圖本有71幅圖全部或大部采自胡文焕图本。另有汪绂本的图像407幅，則多是别出心裁之作，与其他明清山海经诸图本极少雷同。十卷本《山海經圖》及明清所見本，應是依據書中文字加以想像而繪圖，但山海經可能是依照原始的山海圖而形成文字。
對於原始的山海圖，楊慎等人認為是禹鼎（一作九鼎）圖，另外一種觀點認為山海圖為地圖。王以中引畢沅「《五藏山經》34篇，古者土地之圖」的說法，推測中國古代的地圖是由山海圖而演變；日本學者小川琢志在《〈山海經〉考》中認為西漢時期山海圖與《山海經》並存，且山海圖與歐洲中世紀所作的帶有異人奇物的地圖類似。日本學者松田稔《山海經比較的研究》認為有兩種不同類型的圖，在〈海外經〉與〈大荒經〉皆含有圖畫的敍述（即因圖而作文），〈海外經〉是將一幅巨大的地圖順次序地「文章化」，而〈大荒經〉所根據之圖畫，很可能是一幅一幅單獨的神人或動物等等的繪圖。
中国社会科学院文学研究所研究员马昌仪，从现存的九种山海经图本中选出1000幅山海经图，配合山海经文字，著《古本山海经图说》，是當前研究山海經圖的重要著作。

## 學術研究

### 诗经传注
清朝儒學學者、經學家廖平认为《山海经》是《诗经》的传注。

### 神話學
文學神话派認為此書是神話的匯集，如文學家魯迅認為：「中國之神話與傳說，今尚無集錄為專書者，僅散見於古籍，而《山海經》中特多。今所傳本十八卷，記海內外山川神祇異物及祭祀所宜，以為禹益作者固非，而謂因《楚辭》而造者亦未是；所載祠神之物多用糈（精米），與巫術合，蓋古之巫書也，然秦漢人亦有增益。」
茅盾、袁珂等人都從這觀點看待《山海經》。茅盾表示：「所謂『神話』者，原來是初民的知識的積累，其中有初民的宇宙觀，宗教思想，道德標準，民族歷史最初的傳說，並對於自然界的認識等等。」，他反對把《山海經》當作實用地理書和小說看待。並著有《中國神話研究ABC》（1929）一書，運用當時歐美人類學派的神話理論對山海經中的神話進行開創性研究。袁珂出版的《山海經校注》為如今研究山海經的必備註本，其專著《中國神話史》（1988）對《山海經》的神話做了詳細描述。李豐楙的《山海經：神話的故鄉》將山海經的神話內容整理為「山川寶藏」、「帝王世系」、「遠方異國」及「神話信仰」，令人一目瞭然。
按神話學者的認識，《山海經》中的女媧造人神話、射日奔月神話、黃帝蚩尤之戰神話、西王母神話、桑蠶神話、夸父追日神話、精衛神話、刑天神話等，出自於上古華夏先民的口頭創作，其不僅經由文字書面紀錄下來，也長期在民間以口頭形式傳播，歷經流變和二次創作的過程。神話學對這些《山海經》神話研究的重要方向，除了以神話思維（亦即古人思考這世界的獨特方式）來剖析其中的神怪內容，探究潛藏在敘事當中其深層結構的象徵基礎，也將《山海經》與《楚辭》、《逸周書》、《禹貢》諸書，或不同文化的神話，進行比較神話學的研究，發掘共通的母題和特點。
近年來結合考古材料尤其是漢朝畫像石進行《山海經》的神話研究成為熱門項目，例如西王母、伏羲女媧、「操蛇神怪」的漢畫像等。然而，考古材料文化解釋的不確定性，從而產生的主觀揣測和比附，是此類研究的極大挑戰。
從民俗學觀點來看，《山海經》也是瞭解先秦時代服佩、禁忌與祭祀習俗之寶貴資料。民俗学家江紹原認為《山海經》具有「旅行指南」的性質，用以提示古人避開和應付旅途中可能會遇到的神鬼精怪和毒惡生物。伊藤清司將《山海經》作為民俗資料考察，把當中的神怪分為惡鬼和善神兩大類，認為其確為古代聖賢傳講的辨別萬物善惡之書，以應對危險的外部世界。
道教學者李豐楙認為古人為了辨識神奸（害人的鬼神怪異之物），才會構成這種圖像系譜。較古寶鼎上所刻的奇物圖紋，這種形狀凶惡的圖像有神秘的鎮壓作用；後來持續流傳，從巫者之手到方士、道士集團。在早期道經目錄中，類似山海圖的禹鼎記、白澤圖等，主要的用途就是作為辟邪、防身的法術。而《山海經》的文字配合〈山海圖〉的圖像，就是源自這種辨識神奸的傳統。

### 歷史學
從歷史學角度研究《山海經》的學者主張《山海經》是一部「側重反映上古歷史的珍貴古籍，雖有許多神話傳說，但應與史實區分開來」，通過此書可以看出人類社會從原始朝向文明邁進的整體發展過程。
將神話中的歷史資料篩選出來的，以王國維用《山海經》印證甲骨文殷先王亥為最突出的例子。王國維在《殷卜辭中所見先公先王考》一文中考出王亥、王恆係殷人的先公：「甲寅歲莫，上虞羅叔言參事撰《殷虛書契考釋》，始於卜辭中發見王亥之名。嗣余讀《山海經》、《竹書紀年》，乃知王亥為殷之先祖」。楊樹達、胡厚宣在考證卜辭之四方神名及四方風名時，均從《山海經》中發掘出所依據的資料。
民國時期的歷史学者在研究、重建中國傳說時代的文明史時，會運用 《山海經》 一类的史料作為佐證。
主張「史學即史料學」的傅斯年，認為《山海經》與〈天問〉中記載的神話故事是原初民族之世界觀，保存了質樸心靈的古代史料，可從中找出「社會的背景，宗教的分素，文化的接觸，初民的思想等等」，深具史料價值。其所提出的〈夷夏東西說〉即多援用山海經作為史料證據。稱「《左傳》之成分大體為晉楚魯三國之語，而其立點是偏於西國夏周之正統傳說，所以說羿甚不好。但《山海經》之為書，雖已系統化，尚未倫理化，且記東方的帝系較多。這部書中所舉夷羿事，很足以表顯戰國時羿的傳說尚甚盛。《山海經》與《天問》互相發明處甚多，《天問》稱羿之重要全與《山海經》合。」
治中國古代史，經學色彩濃厚的學者蒙文通引述「註疏圖緯之成說」，對女媧、燧人氏、伏羲、神農、共工等神話人物不但加以運用，並且賦予特定的歷史地位，將中國文化的源頭定位為燧人氏。蒙文通創立古史三系說，總結中國上古史為：宗孟子上合六經的「鄒魯」，宗韓非上合竹書紀年的「三晉」，以及宗屈原、莊子上合山海經的「楚」，他注意到《山海經》把古巴、蜀、荊楚之地都作為「天下之中」來看待，主張該書可能是代表巴蜀文化的典籍。
提出「神話分化融合說」的楊寬作《中国上古史导论》将 《山海经》 用为材料之一，認為上古帝王世系不過是東西夷夏二系民族神話的層層分化融合；他自述其 “论古史神话” 之取向便是 “多据诸子及 《楚辞》、 《山海经》 诸书以为说”。倡立「華夏、東夷與苗蠻」三集團說的徐旭生在寫《中國古史的傳說時代》時，也大量採用《山海經》中材料，更指「從史料觀點來看，為我國有最高價值書之一，而有此等價值者，恐尚不及十部也」。

### 地理學
地理學派認為《山海經》是一部主要記述地理事物的著作，如日本學者小川琢治在《〈山海經〉的考證及補遺》一文中指出：「《山海經》一書遠比一向認為金科玉律之地理書《禹貢》為可靠，其於中國歷史及地理之研究為唯一重要之典籍」。他以《山海經》來討論戰國以前古代人對「中國」邊界的認識，認為那時大體上就已經形成東北為燕、遼東，北為趙、秦即沙漠南界，東為田齊即黃海沿岸，南方為楚即江南地方的空間。
徐旭生指「〈五山經〉為古代遺留下相當可信之地理書。」「至海外經，海內，大荒各經，則幾盡來自傳聞，故可以今日之地理證明者頗少。」不過，由於古今地名大多不同，再加上古人對方位道里勘定不甚精確，所以很多內容已失考。
對《山海經》所記地理範圍的討論，大致說來可以歸納為三類：一是傳統的華夏說，二是局部小區說，三是世界圈說。
傳統華夏說認為，《五藏山經》的地理範圍（據赫维人的研究），「從所提到的山名來看，東邊達到東海之濱的會稽山，西邊提到了新疆的天山；從所描述的地理環境來看，北邊似乎越過了蒙古高原，到了西伯利亞，南邊似乎到了江南」。《海經》描述的地理範圍則可遠及朝鮮、日本、中南半島和阿富汗、俄羅斯。持華夏說的學者對《山海經》的地理內容作了詳細考訂，如譚其驤《〈山經〉河水下遊及其支流考》。持華夏說者，認為《山經》所載山川大部分是歷代巫師、方士、祠官的踏勘記錄，經長期傳寫編纂多少會有誇飾，但仍具有較高的正確性。偏遠地區的資料採自傳聞，就會比較失實。
持局部小區說者，主張《山海經》描述的地域範圍很小，只限於中國境內某一局部地域。例如，王寧認為《山經》範圍大體是以今山東省為中心，漸及於冀南、豫東和蘇皖北部的地區其中所記的山川名稱。何幼琦認為《海經》的山川疆域只在今山東省中南部以泰山為中心的地域。扶永發認為《山海經》記述的是雲南西部東經101度以西，北緯23度以北縱谷地區的地理。持此說者，假定山海經中所記地名，與秦漢時同樣地名，乃至於流傳至今同樣地名的所在地域無甚相干，而是地名外流的結果。
世界圈說可能發端於梁啟超、蘇雪林的中亞、西亞說（參見中國文化西來說），後來有人進而認為《山海經》描述的地理事物遠及非洲、歐洲、大洋洲和美洲。上海大学文學教授沈海波批評世界圈說存在不少問題，缺乏可靠證據，有誇誇其談之嫌。
按歷史地理學者譚其驤〈論五藏山經的地域範圍〉一文的考訂，全部《山經》共載有447座山，其中見於漢晉以來記載，可以指實確切方位者為140座左右，佔總數三分之一弱。這140座中的半數屬於《中山經》，半數分屬於南、西、北、東四經，而極不平衡。對今豫西、晉南、陝中地區的記載最為詳確，離這地區越遠，越疏略差謬。
- 《南山經》東起今浙江舟山島（漆吳山），西抵湖南沅水下游（櫃山），南抵廣東南海（《南次三經》諸水所注海）。可指實的最北一座山“浮玉山”，即今浙江東天目山。連帶敘及的“具區”，即今太湖。
- 《西山經》東起山西陝西間的黃河，南達陝甘秦嶺山脈，北抵今寧夏鹽池西北(申首山)﹑陝西榆林東北（號山）一線，西南抵甘肅鳥鼠山以及青海湖（西海）、倒淌河（淒水），西北可能到達新疆阿爾金山（翼望山）。
- 《北山經》西起今內蒙古騰格里沙漠（漨﹑滑﹑彭水注於此），東抵河北中部（北次三經所見河水下游），南起山西中條山，北抵內蒙古陰山以北，北緯43°迤北一線（囂水所注敦題山所臨）。
- 《東山經》西起今山東泰山，東抵成山角（胡射山），北抵長山島（𦍙山），南盡安徽濉河（䃌水）。
- 《中山經》自首山經至七山經，當今晉南豫西地。八山經為今鄂西地，十﹑十一山經為今豫西南地，十二山經為今湘北贛北地，皆在南﹑西﹑北﹑東西經之中。惟九山經地處西南，西起四川盆地西北邊緣（崃山、崌山、岷山、章山），東至四川東部，並不居中。

相較於上述實證主義性質的地理學研究，葉舒憲則認為《山海經》按照南西北東中順序展開的「五方空間結構」，並不是從現實的地理勘察活動中產生，而是某種理想化秩序理念的呈現，應定性為神話政治地理書。是山川地理志的現實描述與神話的交織，構建出「虛實相參」的空間圖式，展現為「祭政合一」神權服務的宗教政治想像圖景，通過對各地山神祭祀權的把握，達到對普天之下掌控的政治意圖。

### 自然科學
另一種研究山海經的方式，是將山海經光怪陸離的記述，視為古人對實際觀察到現象的精神崇拜，而試圖用現代自然科學視野中的「自然現象」來加以解釋。例如，羿（堯）射十日解釋成當時世界性溫熱氣候和局部地區乾旱給人們帶來的災害，以及偶然出現的空氣中晶體反射顯示太陽幻影產生的多日假象。大量的怪物通過考古資料——如史前人壁畫等的分析，解釋為上古狩獵先民動物崇拜之衍化等等。
這種研究的一個著名例子是把燭龍解釋為北極光。最早主張此說的是日本學者神田選吉。1983年，中國學者張明華提出《山海經·大荒北經》中的燭龍是指北極極光，“人面蛇身，赤色，身長千里，鐘山之神也。”，認為燭龍的形象和北極光一致。
另外，從《山海經》的記載中，可探討當時的科學知識。撰寫《中國科學技術史》的英國學者李約瑟認為，我們可以從《山海經》中得到許多古人是怎樣認識礦物和藥物之類物質的知識。龚胜生指出《山海經》记载了124种药物及其所治疗的30多种疾病，堪称中國最早的区域医学地理文献。
清代學者陳逢衡則注意到《大荒經》中日月出入之山的記載，並認為這一記載與觀察日月行度以確定晷度的習俗有關。科技史學者呂子方同意此一說法，認為「山海經《大荒東經》記太陽所出之山六座，《大荒西經》記日入之山也是六座。這是觀察太陽出入的地位，以便安排耕種日程，也是確定季節最原始的方法。如果不這樣去理解，那又怎麼解釋呢？」刘宗迪主張《荒經》有七對日月出入之山，反映了上古曆法的陰陽合曆制度，是原始的天文學測量方法。

## 评价
- 文人陶淵明作〈讀山海經十三首〉，當中歌詠泛讀《周王傳》，覽觀《山海圖》，俯仰之間縱覽宇宙，還有什麼比這更快樂呢？（泛覽《周王傳》，流觀《山海》圖。俯仰終宇宙，不樂復何如？）

- 高麗文人李奎報在《東國李相國集》中作〈山海經疑詰〉以评价：“予讀《山海經》，每卷首標之曰：『大禹製，郭氏傳』，則此經當謂夏禹所著矣；然予疑非禹製。何者？傳曰：『子為父隱，父為子隱。』《論語》曰：『其父攘羊，而子證之，蓋惡之也。』孔子修《春秋》，雖直筆之書，以魯為父母邦，凡大惡則皆諱避不書。若《山海經》果是禹製，當諱父之大恥。觀〈東北經〉云：『洪水滔天，鯀竊帝之息壤，以堙洪水。帝令祝融殺鯀于羽郊。』鯀是禹父，不宜斥書此事，若以為實事不得不書，則不甚言『竊』，而云『取』帝之壤，亦不蔽于義也。按〈獻經表〉云：『昔洪水洋溢，鯀既無功，高使禹繼之。伯益與伯翳驅禽獸、別水土，紀其珍怪。益等類物善惡，著《山海經》，皆賢聖之遺事。』據此則疑伯益所著，然其序，則云禹別九州，物無遁形，因著《山海經》云云；此二說亦不同，是皆所惑者。又有一惑焉，《尚書》曰：『高殛鯀于羽山，蓋以鯀理水，績用不成故也。』此經云：帝殛鯀于羽郊，所謂帝者，上帝也。鯀雖竊帝壤，苟能堙洪水？則於高為有功，於帝為有罪，高不宜誅，而帝獨誅矣。若為帝所誅，又不當為高所殛，若為高所殛，則其不竊帝壤堙洪水明矣。上帝其何名而殺鯀耶？此二說亦不同。安所從耶？在醇儒，當以《尚書》為正，而以《山海經》為荒怪之說矣。然既曰禹製，禹之說，可謂怪乎？待後之明智君子有以辨之耳。”

## 译本
- The Classic of Mountains and Seas，譯者：安妮·比勒爾（Anne Birrell），Penguin Classics，2000年，ISBN 0-14-044719-9
- Chan-Hai-King V1: Antique Geographie Chinoise (1891)，譯者：De Rosny, Leon，Kessinger Pub，2009年，ISBN 978-1-104-07985-7

## 圖片

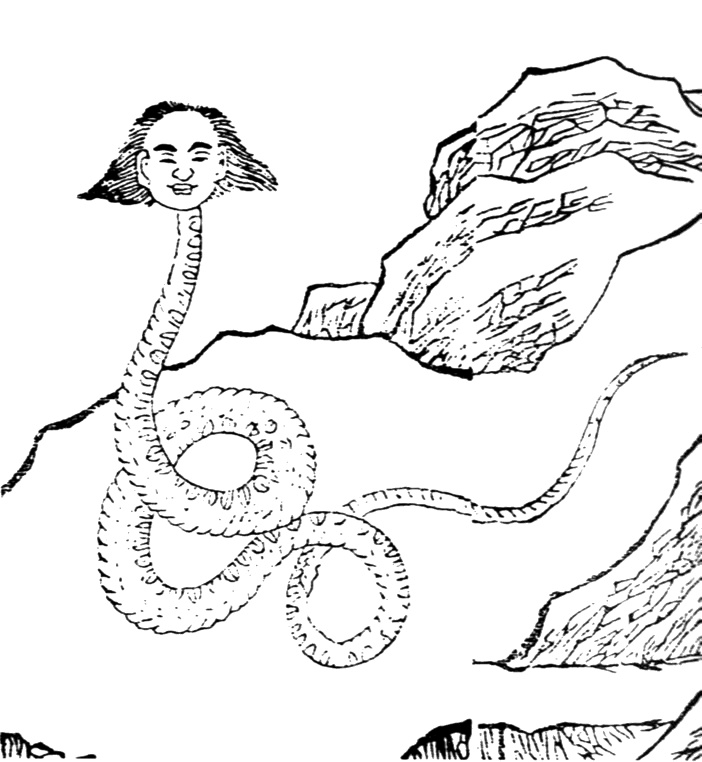
女娲（明蒋应镐《山海经图绘全像》）
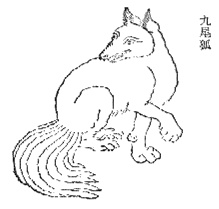
九尾狐（清人所绘）
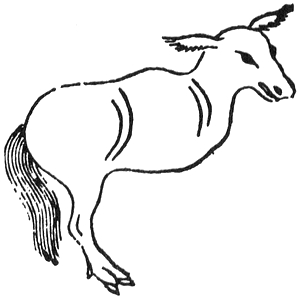
夔（清吴任臣《山海經廣注》）
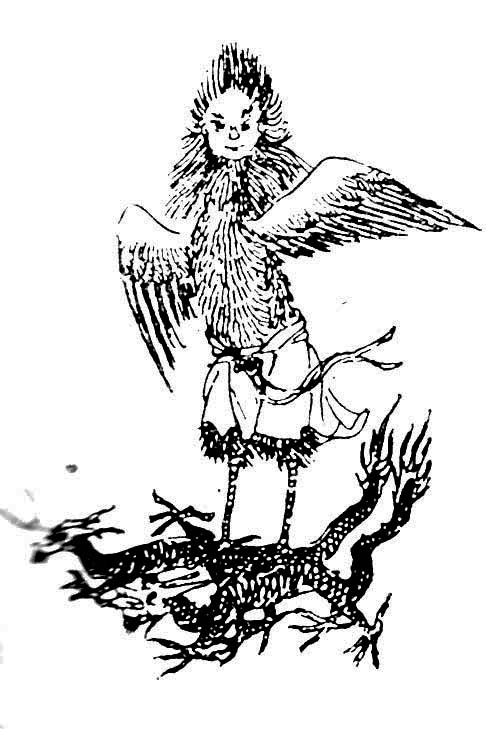
句芒
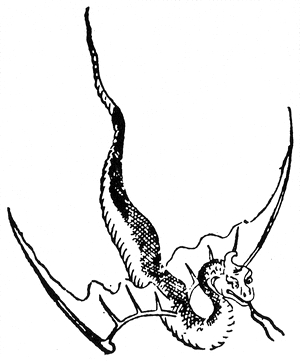
化蛇
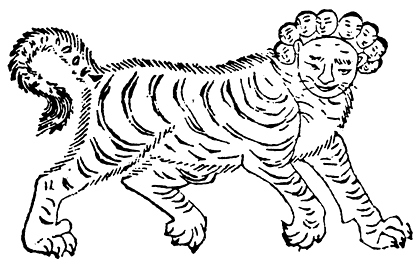
开明兽
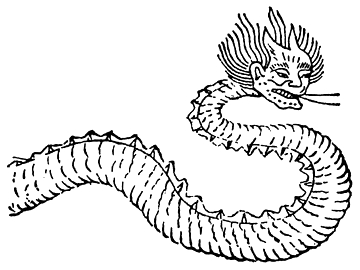
烛阴
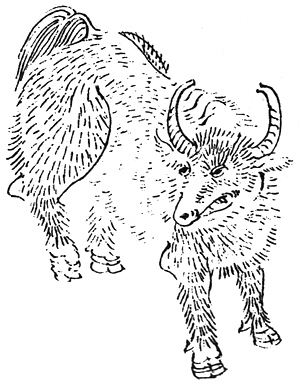
穷奇
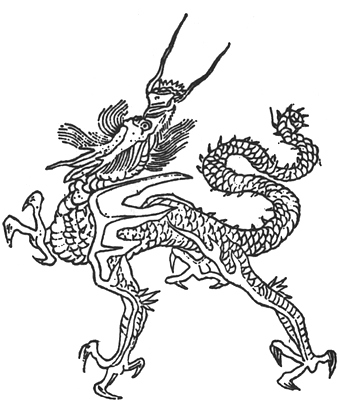
应龙
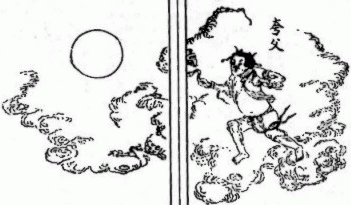
夸父
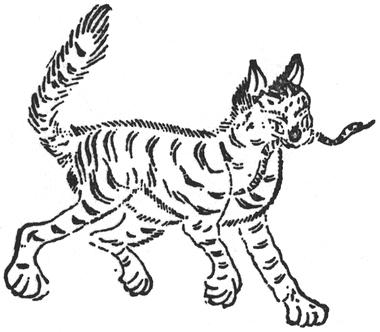
天狗
鳳凰
蓐收
英招
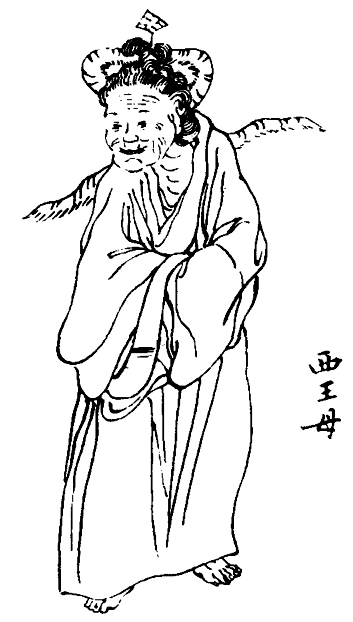
西王母
羽民國
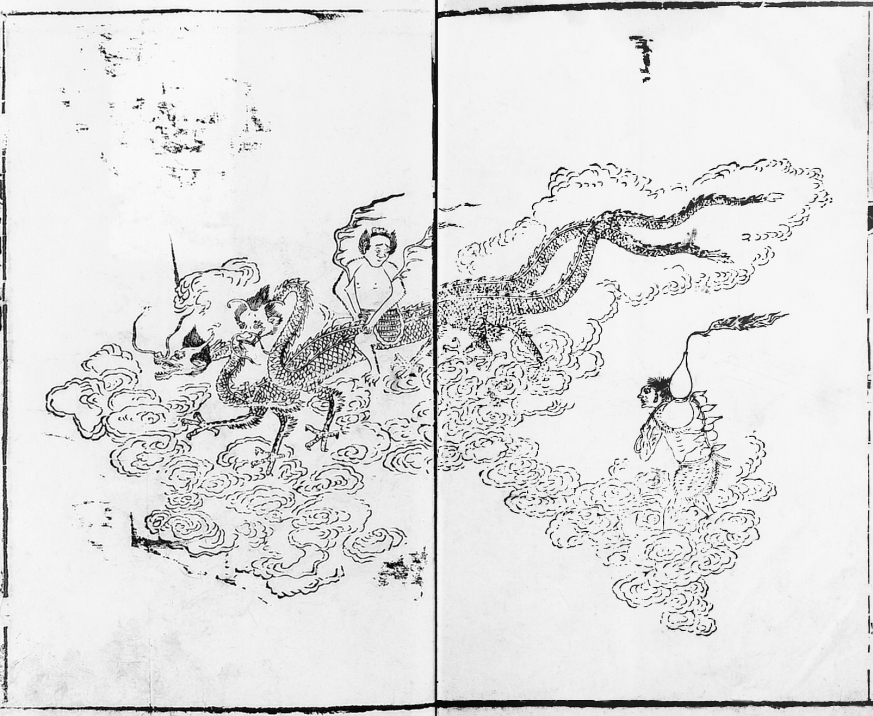
祝融
精衛

## 衍生作品

### 地图
- 天下圖（李氏朝鲜）

### 文学
- 鏡花緣
- 十二國記（日本）
- 山经海纪

### 绘画
- 精卫填海 (穹顶画)

### 音乐
- 祈愿山海

### 电影
- 捉妖记
- 大鱼海棠
- 捉妖记2
- 神奇动物：格林德沃之罪（英国、美国；经中神兽“驺虞”以神奇动物形式出现）
- 尚气与十环传奇（美国；经中山神“帝江”以吉祥物形式出现，片中被英国演员崔佛·史莱特利（英语：Trevor Slattery）命名为莫里斯）
- 山海经之小人国 （页面存档备份，存于）
- 山海经之再见怪兽 （页面存档备份，存于）

### 电视剧
- 精卫填海 （页面存档备份，存于）（2005年；深圳电视剧频道首播）
- 传说
- 古剑奇谭
- 山海经之赤影传说
- 上古情歌
- 香蜜沉沉烬如霜
- 上古密约
- 亲爱的义祁君
- 沉香如屑
- 长相思
- 大夢歸離

### 电视纪录片
- 山海经奇 （页面存档备份，存于）（2021年；CCTV-9首播）

### 动漫
- 小太极
- 精卫填海
- 山海奇谭 （页面存档备份，存于）（2014年；CCTV新科动漫频道首播）
- 非人哉
- 山海逆战
- 不白吃话山海经 （页面存档备份，存于）
- 山海经之兵主奇魂 （页面存档备份，存于）

### 遊戲
- 軒轅劍貳
- 轩辕剑伍：一剑凌云山海情
- 古剑奇谭：琴心剑魄今何在
- 神舞幻想

## 延伸阅读
[在维基数据编辑]
 在维基文库阅读本作品原文（ 在维基共享资源阅览影像、分类）
 《山海經 (四庫全書本)》
 《山海經 (四部叢刊本)》
 《欽定古今圖書集成·理學彙編·經籍典·山經部》，出自陈梦雷《古今圖書集成》

## 研究書目
- 楊錫彭《新譯山海經》，三民書局，2009年
- 陳成《山海經譯注》，上海古籍，2012年
- 黃正謙《山海經 （页面存档备份，存于）》，中華書局，2014年
- 袁珂《山海經校注（最終修訂版）》，北京聯合出版，2014年
- 马昌仪《古本山海经图说》，山东画报出版社，2002年，ISBN 7-80603-521-4；
最新版本为：马昌仪《古本山海经图说》（增订珍藏本），广西师范大学出版社，2007年，ISBN 978-7-5633-6397-1，收图1500幅，采选的版本达16种。
- 徐客《圖解山海經：解讀中國神話之源，認識上古山川地理和奇獸異族》，西北國際，2014年
- 陳絲雨，孫見坤《山海經：怪獸與牠們的產地東方版》，華滋出版，2016年
- 李豐楙編審《山海經圖鑑》，大塊文化 ，2017年
- 呂子方《讀〈山海經〉雜記》
- 李豐楙《山海經：神話的故鄉》，時報出版，2012年
- 陳連山 《山海經學術史考論》，北京大學出版社，2012年